# جايسون وايت
جايسون وايت (بالإنجليزية: Jason White) (و. 1980  م) هو لاعب كرة قدم أمريكية، من الولايات المتحدة، ولد في توتل، يلعب كظهير ربعي.